# Francesc Espelt
Francesc Espelt (¿? - Manresa, 1712) fue un maestro de capilla, organista y compositor de Cataluña (España).

## Carrera
Tras tocar la chirimía en la iglesia de Santa María del Mar de Barcelona, como mínimo desde 1686, ejerció de maestro de capilla del mismo lugar, de 1690 a enero de 1699. De 1700 al 1702 fue maestro de capilla de La Seo de Manresa y posteriormente organista hasta su muerte.
Como compositor escribió varias piezas para órgano, entre ellas salmodias y versículos para la misa, un Pange lingua y cuatro misas escritas en 1687, todas conservadas en la Biblioteca de Cataluña.